# 约瑟夫·施莱辛格
约瑟夫·施莱辛格（1945年3月26日—）是一位出生于南斯拉夫的犹太裔美国生物化学家，耶鲁大学教授，1991年与阿克塞尔·乌尔里希合作创立了制药公司SUGEN，2000年当选美国国家科学院院士，2006年获丹·大卫奖。